# Lublin R.VIII
Lublin R.VIII – polski samolot liniowy (rozpoznawczo-bombowy) oraz wodnosamolot z okresu międzywojennego, produkcji zakładów Plage i Laśkiewicz budujących samoloty pod oznaczeniem Lublin.

## Historia

Silnik Farman 12 We eksponowany w MLP w Krakowie

Na początku lat dwudziestych XX wieku opracowano w Polsce koncepcję lotnictwa liniowego. Do jego zadań należało rozpoznanie sił przeciwnika, bombardowanie i współpraca z własnymi jednostkami na pierwszej linii frontu.
W 1927 roku inż. Jerzy Rudlicki z Zakładów Mechanicznych Plage i Laśkiewicz w Lublinie opracował wspólnie z inż. Jerzym Dąbrowskim i inż. Antonim Uszackim projekt samolotu liniowego, który został oznaczony jako Lublin R.VIII. 14 grudnia 1927 roku podpisano umowę z lotnictwem wojskowym na budowę trzech prototypów tego samolotu.
Pierwszy prototyp oznaczony jako R.VIII/1 został zbudowany już 8 lutego 1928 roku, ale z powodu opóźnienia dostawy francuskiego silnika Farman 12WL oblotu dokonano dopiero w marcu 1928 roku. Po próbach w Instytucie Badań Technicznych Lotnictwa (IBTL) w Warszawie uzyskał on pozytywną opinię z zaleceniem, aby zastosować mocniejszy silnik.
W związku z zaleceniami IBTL, zakupiono we Francji mocniejszy silnik Lorraine-Dietrich 18Kd. Został w niego wyposażony drugi prototyp, oznaczony jako R.VIII/2. Został on oblatany w lipcu 1928 roku. Wykazywał dobre własności pilotażowe i stał się wzorcem do budowy samolotu seryjnego.
13 marca 1929 roku podpisano umowę z lotnictwem wojskowym na budowę 4 seryjnych samolotów Lublin R.VIII a. Pierwszy z tych samolotów wyposażony był w silnik Lorraine-Dietrich (podobnie jak prototyp R.VIII/2) a trzy następne w nowy silnik Hispano-Suiza. Wszystkie samoloty zostały zbudowane w pierwszej połowie 1930 roku.

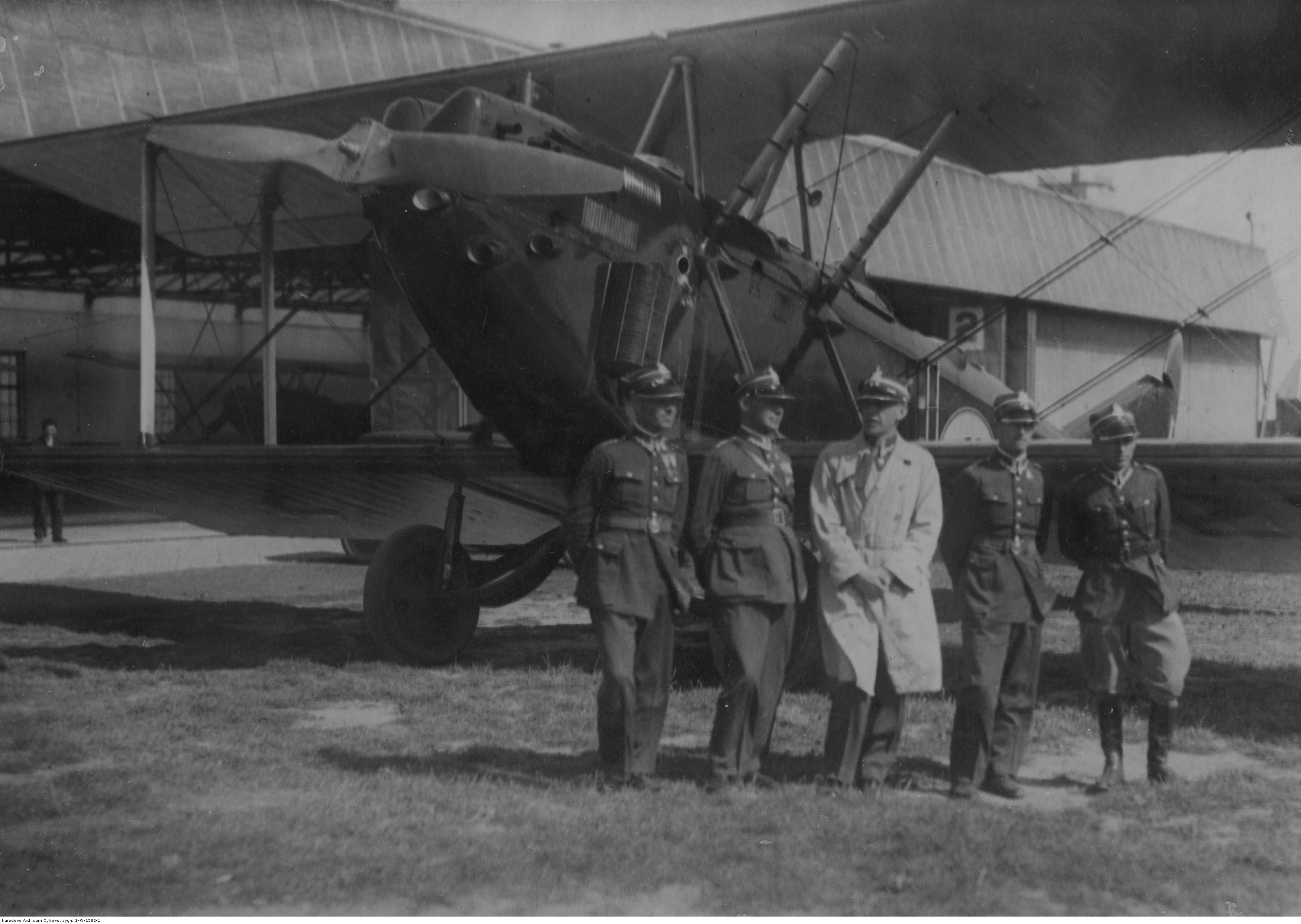
Lotnicy 3 Pułku Lotniczego w Poznaniu przed samolotem Lublin R-VIIIa z silnikiem Hispano-Suiza.

Samoloty te zostały poddane badaniom w Instytucie Badań Technicznych Lotnictwa, w trakcie których jeden z nich został rozbity. Pozostałe przekazano do jednostek lotniczych. Pomimo dobrego uzbrojenia i wytrzymałości konstrukcji, stwierdzono, że nie spełnia on oczekiwań. Pełne osiągi uzyskiwane były tylko przy minimalnym obciążeniu i ograniczonym zasięgu. Wady te spowodowały, że lotnictwo wojskowe zrezygnowało z dalszych zakupów tego samolotu.
Dyrekcja Zakładów Mechanicznych Plage i Laśkiewicz nie zrezygnowała jednak. Jeszcze w kwietniu 1930 roku zwróciła się do Kierownictwa Marynarki Wojennej z ofertą przebudowy samolotu Lublin R.VIII a na wodnosamolot pływakowy. W 1931 Marynarka Wojenna po zapoznaniu się z ofertą zamówiła w zakładach 4 wodnosamoloty. Umowę podpisano 26 lutego 1932 roku.
W 1932 roku zbudowano pierwszy z nich, wyposażony w silnik Lorraine-Dietrich. Nosił on oznaczenie R.VIII bis. Następne dwa, wyposażone w silnik Hispano-Suizo, nosiły oznaczenie R.VIII ter. Czwarty został rozebrany na części zamienne. Wodnosamoloty Lublin R.VIII czasami są również nazywane Lublin R.VIII hydro.
Z powodu rozpoczęcia budowy samolotów Lublin R.XIII, w 1932 roku zrezygnowano z dalszego rozwoju tej konstrukcji. Łącznie z prototypami wyprodukowano 6 samolotów Lublin R.VIII wszystkich odmian.
W 2015 roku z dna Zatoki Puckiej wydobyto  pozostałości  wodnosamolotu Lublin R.VIIIter/hydro o numerze bocznym 803. Część szkieletu, silnik i śmigło można obejrzeć w Muzeum MDLOT w Pucku.

## Użycie w lotnictwie polskim

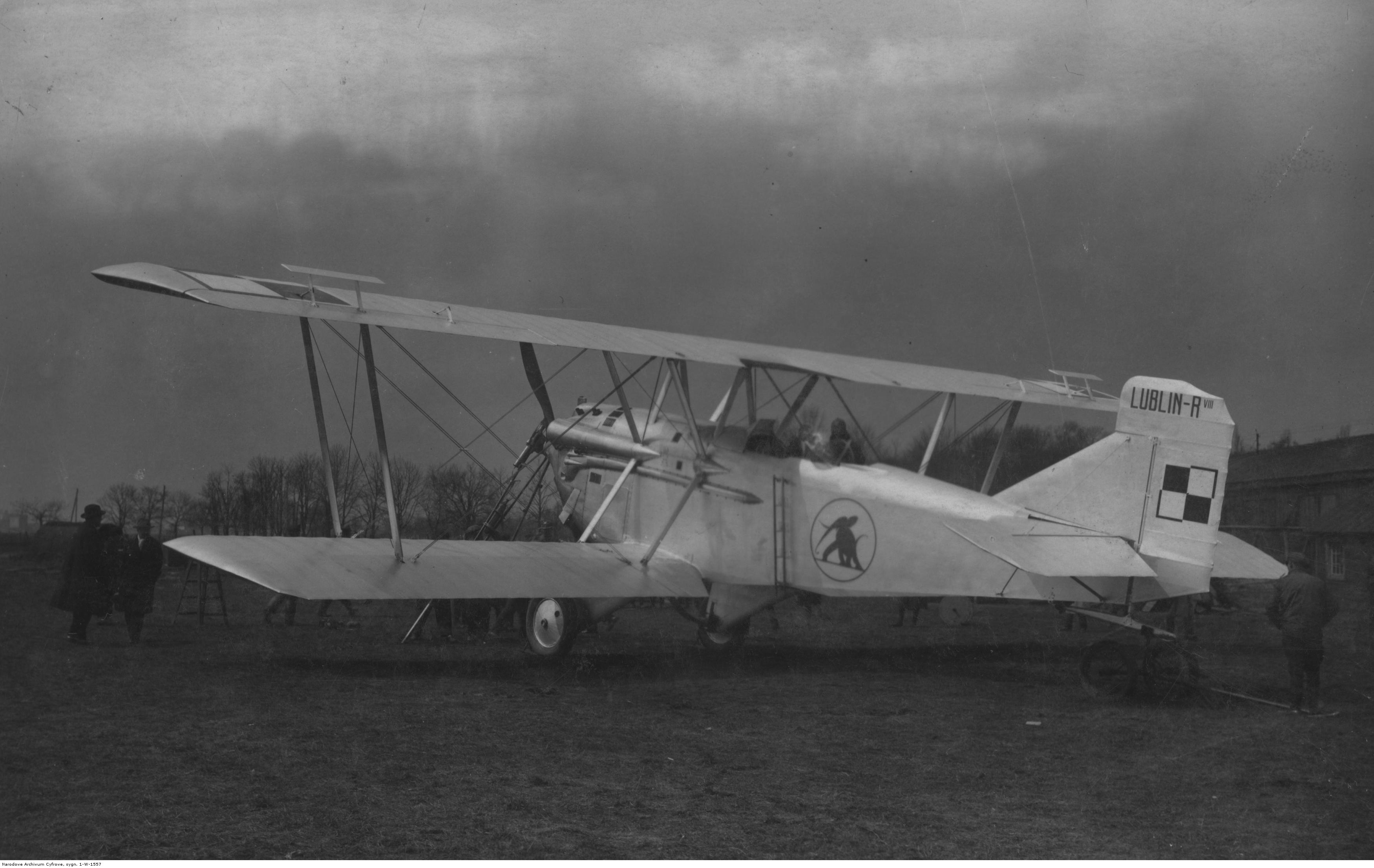
Samolot Lublin R-VIII na lotnisku

Samoloty Lublin R.VIII były budowane dla polskiego lotnictwa wojskowego oraz lotnictwa Marynarki Wojennej.
W lotnictwie wojsk lądowych używano ich w zasadzie tylko do lotów ćwiczebnych. Dwa samoloty w wersji pływakowej, użytkowane były przez Morski Dywizjon Lotniczy w Pucku do roku 1938. W I Eskadrze Dalekiego Rozpoznania stosowano je do zadań rozpoznawczych i bombardowania. Następnie zostały przeniesione do eskadry szkolno-treningowej, gdzie przetrwały do 1939 roku. Samoloty zostały zniszczone 8 września 1939 roku, przez lotnictwo niemieckie, w rejonie Chałup na Półwyspie Helskim.
Samoloty Lublin R.VIII wykorzystywano także w sporcie lotniczym. Prototyp R.VIII/2 wziął udział w sierpniu 1928 roku w II Locie Małej Ententy i Polski, uzyskując dobrą opinię i zajmując najlepsze miejsce wśród polskich załóg. W 1930 roku, w kolejnym Locie Małej Ententy i Polski, wzięły udział dwa samoloty R.VIIIa i R.VIII/2. Samolot pilotowany przez H. Skrzypińskiego zajął w nim 7. miejsce, a drugi samolot pilotowany przez E. Wyrwickiego – 9.

## Opis konstrukcji
Samolot Lublin R.VIII był dwumiejscowym samolotem o konstrukcji mieszanej w układzie dwupłata.
Kadłub drewniany o konstrukcji kratownicowej. Kadłub przy silniku kryty blachą duralową, a dalej kryty sklejką. Z przodu kadłuba znajdował się silnik rzędowy, za nim zbiornik paliwa z urządzeniem do jego szybkiego opróżniania w razie wybuchu pożaru. Za zbiornikiem paliwa znajdowała się odkryta kabina pilota osłonięta z przodu wiatrochronem. Bezpośrednio za nią znajdowała się również odkryta kabina obserwatora wyposażona w obrotnicę dla dwóch sprzężonych karabinów maszynowych. Na końcu kadłuba umieszczono drewniane usterzenie klasyczne kryte płótnem.
Płaty miały konstrukcję drewnianą, dwudźwigarową i kryte były płótnem. Komora płatów połączona była dwiema parami równoległych słupków i usztywniona cięgnami i taśmami stalowymi. Lotki znajdowały się tylko na górnym płacie.
Podwozie w wersji lądowej było klasyczne stałe z płozą ogonową. W wersji wodnosamolotu podwozie stanowiły dwa pływaki metalowe wielogrodziowe firmy Short przymocowane do płata dolnego wieloma zastrzałami z rur stalowych. Każdy z pływaków miał wyprofilowane dno i ster wodny.
Napęd samolotu stanowił silnik rzędowy, śmigło metalowe dwułopatowe.

## Dane techniczne
| Wersja                        | R.VIII/1                           | R.VIII/2                                      | R.VIII a                                  | R.VIII bis                                    | R.VIII ter                                |
| Silnik rzędowy                | Farman 12WL o mocy 550 KM (404 kW) | Lorraine-Dietrich 18Kd o mocy 650 KM (478 kW) | Hispano-Suiza 12Lb o mocy 650 KM (478 kW) | Lorraine-Dietrich 18Kd o mocy 650 KM (478 kW) | Hispano-Suiza 12Lb o mocy 650 KM (478 kW) |
| Rozpiętość [m]                | 17,00                              | 17,00                                         | 17,00                                     | 17,00                                         | 17,00                                     |
| Długość [m]                   | 10,92                              | 11,12                                         | 11,12                                     | 12,06                                         | 12,06                                     |
| Wysokość [m]                  | 4,50                               | 4,50                                          | 4,50                                      | 5,33                                          | 5,33                                      |
| Powierzchnia nośna [m²]       | 76,40                              | 76,40                                         | 76,40                                     | 76,40                                         | 76,40                                     |
| Masa własna [kg]              | 2000                               | 2200                                          | 2457                                      | 2919                                          | 2790                                      |
| Masa całkowita (w locie) [kg] | 3550                               | 4200                                          | 3500                                      | 4300                                          | 4170                                      |
| Prędkość maksymalna [km/h]    | 180                                | 220                                           | 225                                       | 200                                           | 205                                       |
| Prędkość przelotowa [km/h]    | ?                                  | ?                                             | 200                                       | 175                                           | 180                                       |
| Prędkość wznoszenia [m/s]     | ?                                  | ?                                             | 5,25                                      | 3,50                                          | 3,80                                      |
| Pułap [m]                     | 6000                               | 6800                                          | 5770                                      | 4000                                          | 4200                                      |
| Zasięg [km]                   | 900                                | 1550                                          | 600 z dodatkowym zbiornikiem 1720         | 800                                           | 800                                       |